# اورینت اکسپرس (فیلم ۱۹۴۴)
اورینت اکسپرس (آلمانی: Orient-Express) یک فیلم در ژانر مهیج به کارگردانی ویکتور تورژانسکی است که در سال ۱۹۴۴ منتشر شد. از بازیگران آن می‌توان به زیگفرید برور، گاستی وولف و رودولف پرک اشاره کرد. 